# 天苑增十六
波江座22，又名BD-05 715，HD 22920、SAO 130652、HR 1121，是波江座的一颗恒星，视星等为5.53，位于銀經192.1，銀緯-44.18，其B1900.0坐标为赤經3h 35m 41.2s，赤緯-5° -44.18′ 1″。